# Robert Kilwardby

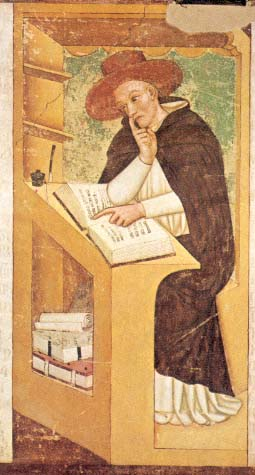
Robert Kilwardby mit Kardinalshut

Robert Kilwardby OP (* um 1215; † 10. September 1279 in Viterbo) war ein englischer Dominikaner, Philosoph und Theologe. Er war Erzbischof von Canterbury und Kardinalbischof von Porto und Santa Rufina.

## Leben
Kilwardby stammte aus England, genauer wohl aus Leicestershire oder Yorkshire; sein Geburtsjahr wird um 1215 angesetzt, kann aber nicht mit Sicherheit bestimmt werden. Seine universitäre Ausbildung erfolgte an der Universität von Paris, wo er sich ungefähr 1231 einschrieb und 1237 den Grad des Magister artium erlangte. Anschließend lehrte er an der Pariser Universität bis 1245, als er nach England zurückkehrte und in den Dominikanerorden eintrat. Ab ungefähr 1254 lehrte zudem an der University of Oxford bis zu seiner Ernennung zum Provinzial der Dominikaner im Jahr 1261. Dieses Amt hatte er bis 1272 inne, als er zum Erzbischof von Canterbury ernannt und am 26. Februar 1273 geweiht wurde. In dieser Funktion nahm er 1274 am Zweiten Konzil von Lyon teil. 1278 ernannte ihn Papst Nikolaus III. zum Kardinalbischof von Porto und Santa Rufina, woraufhin er England im Juli 1278 für immer verließ. In Italien erkrankte er schwer und verstarb wenig später.
Insbesondere in seiner Zeit als Erzbischof von Canterbury war Kilwardby in die heftigen Auseinandersetzungen um die Strömungen der zeitgenössischen Philosophie verwickelt, die 1277 in den Pariser Verurteilungen gipfelten. Inwiefern Kilwardby den damals diskutierten Thesen vor allem des Thomas von Aquin ablehnend gegenüberstand, wird in der Forschung jedoch kontrovers diskutiert.

## Werke
Schriften zur Grammatik
- In Priscianus minor (Kommentar zu den Büchern 17 und 18 von Priscians Institutiones grammaticae)

Schriften zur Logik
- Notulae super librum Praedicamentorum (Kommentar zu den Kategorien des Aristoteles, im damaligen Sprachgebrauch als Prädikamente bezeichnet)
- Notulae super librum Perihermeneias (Kommentar zur Schrift De interpretatione des Aristoteles, im griechischen Original Peri hermeneias)
- Notule libri Priorum (Kommentar zu den Analytica priora des Aristoteles)
- Notule libri Posteriorum (Kommentar zu den Analytica posteriora des Aristoteles)
- In libri topycorum (Kommentar zur Topik des Aristoteles)
- Notulae super librum Porphyrii (Kommentar zur Isagoge des Porphyrios, einer spätantiken Einleitung in die Logik des Aristoteles)
- De natura relationis
- Notuale super librum sex Principiorum (Kommentar zum Liber sex principiorum, einer anonymen mittelalterlichen Ergänzung zu den Kategorien des Aristoteles)
- Brief an Petrus de Confleto/Peter von Conflans (Der letzte Abschnitt des Briefes kursierte auch als eigene Schrift unter dem Titel De unitate formarum).

Schriften zur Naturphilosophie
- De spiritu fantastico sive de receptione specierum (Werk über die menschliche Wahrnehmung)
- De tempore (Werk über die Zeit)
- De ortu scientiarum (enzyklopädisches Werk)

Schriften zur Ethik
- Quaestiones supra libros Ethicorum (Kommentar zu den ersten drei Büchern der Nikomachischen Ethik des Aristoteles)
- Quaestiones in librum primum Sententiarum (Kommentar zum ersten Buch der Sentenzen des Petrus Lombardus)
- Quaestiones in librum secundum Sententiarum (Kommentar zum zweiten Buch der Sentenzen des Petrus Lombardus)
- Quaestiones in librum tertium Sententiarum (Kommentar zum dritten Buch der Sentenzen des Petrus Lombardus)
- Quaestiones in librum quartum Sententiarum (Kommentar zum vierten Buch der Sentenzen des Petrus Lombardus)

Schriften zur Theologie
- De confessione
- De necessitate incarnationis (über die Notwendigkeit der Menschwerdung Gottes)
- De conscientia et de synderesi
- Tabulae super originalia patrum (Zusammenfassung der Schriften der Kirchenväter)
- Arbor consanguinitatis et affinitatis
- Sermo in capite ieiunii
- Sermo in dominica in Passione
- De natura theologiae
- De imagine et vestigio Trinitatis

## Wissenschaftliche Werkausgaben
- Anthony J. Celano: Robert Kilwardby’s commentary on the Ethics of Aristotle (= Studien und Texte zur Geistesgeschichte des Mittelalters. Band 132). Brill, Leiden/Boston 2022. – Rezension von José Filipe Silva, Bryn Mawr Classical Review, 2023.12.10.
- Franz Ehrle: Epistola Roberti Kilwardby Archiepiscopi Cantuarensis ad Petrum de Confleto Archiepiscopum Corinthi. In: Gesammelte Aufsätze zur englischen Scholastik. Herausgegeben von Franz Pelster (= Storia e letteratura. Band 50). Edizioni di Storia e Letteratura, Rom 1970, S. 18–54.
- Elisabeth Gössmann: Robert Kilwardby, Quaestiones in librum tertium Sententiarum. Teil 1: Christologie (= Veröffentlichungen der Kommission für die Herausgabe ungedruckter Texte aus der mittelalterlichen Geisteswelt. Band 10). Verlag der Bayerischen Akademie der Wissenschaften, München 1982, ISBN 3-7696-9010-9.
- Albert G. Judy: Robert Kilwardby, De ortu scientiarum (= Auctores Britannici Medii Aevi. Band 4). Oxford University Press, Oxford 1976.
- P. Osmund Lewry: Robert Kilwardby, On Time and Imagination: De tempore, De spiritu fantastico. Oxford University Press, Oxford 1987.
- Gerhard Leibold: Robert Kilwardby, Quaestiones in librum tertium Sententiarum. Teil 2: Tugendlehre (= Veröffentlichungen der Kommission für die Herausgabe ungedruckter Texte aus der mittelalterlichen Geisteswelt. Band 12). Verlag der Bayerischen Akademie der Wissenschaften, München 1985, ISBN 3-7696-9012-5.
- Gerhard Leibold: Robert Kilwardby, Quaestiones in librum secundum sententiarum (= Veröffentlichungen der Kommission für die Herausgabe ungedruckter Texte aus der mittelalterlichen Geisteswelt. Band 16). Verlag der Bayerischen Akademie der Wissenschaften, München 1992, ISBN 3-7696-9016-8.
- Richard Schenk: Robert Kilwardby, Quaestiones in librum quartum Sententiarum (= Veröffentlichungen der Kommission für die Herausgabe ungedruckter Texte aus der mittelalterlichen Geisteswelt. Band 17). Verlag der Bayerischen Akademie der Wissenschaften, München 1993, ISBN 3-7696-9017-6.
- Lorenz Schmücker: Robert Kilwardby, De natura relationis. Weger, Brixen 1980.
- Johannes Schneider: Robert Kilwardby, Quaestiones in librum primum Sententiarum (= Veröffentlichungen der Kommission für die Herausgabe ungedruckter Texte aus der mittelalterlichen Geisteswelt. Band 13). Verlag der Bayerischen Akademie der Wissenschaften, München 1986, ISBN 3-7696-9013-3.
- Friedrich Stegmüller: Roberti Kilwardby O. P. de natura Theologiae (= Opuscula et textus historiam ecclesiae eiusque vitam atque doctrinam illustrantia, series scholastica. Band 17). Aschendorff, Münster 1935.
- Friedrich Stegmüller: Der Traktat des Roberts Kilwardby, O.P. De imagine et vestigio Trinitatis. In: Archives d’histoire doctrinale et littéraire du moyen âge. Band 10, 1935–1936, S. 324–407.
- Paul Thom, John Scott: Robert Kilwardby, Notule Libri Priorum. Critical edition with translation, introduction and indexes. 2 Bände. Oxford University Press, Oxford 2015, ISBN 978-0-19-726593-2 (Band 1) und ISBN 978-0-19-726594-9 (Band 2).